# Isla de Burros
Isla de Burros är en ö i Mexiko. Den ligger i delstaten Veracruz, i den östra delen av landet. Arean är 0,84 kvadratkilometer. Ön hade 1 invånare år 2010.